# Омана «Мот-і-бейлі»
Омана Мот-і-бейлі (названа на честь структуру замку Мот-і-бейлі ) — це форма аргументації та неофіційна помилка, коли сперечальник об’єднує дві позиції, що мають спільні риси: одну скромну й легко захищувану («мот») і другу — значно більш суперечливу й важко захищувану («бейлі»). Дискутант висуває суперечливу позицію, але, коли її оскаржують, наполягає, що мав на увазі лише помірковану позицію. Відступивши до «моту», він може заявити, що «бейлі» не було спростовано (оскільки критик відмовився атакувати «мот») або що критик діє нечесно, прирівнюючи атаку на «бейлі» до атаки на «мот».

## Історія

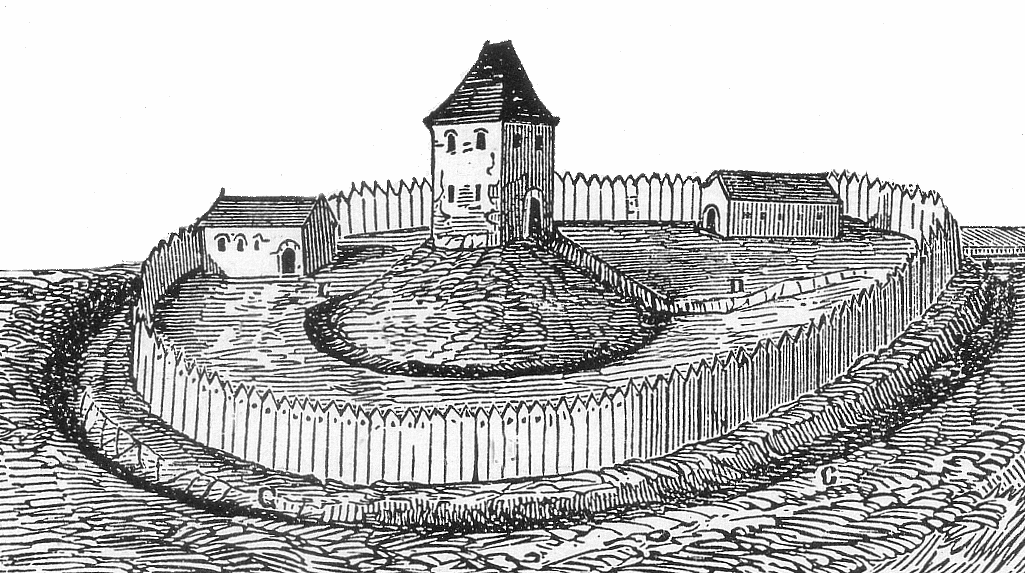
Замок Мот-і-бейлі. Мот — пагорб із укріпленою фортецею на вершині; бейлі - це більша, огороджена територія.

Філософ Ніколас Шакель, який ввів цей термін, вважає за краще говорити про доктрину Мот-і-бейлі, а не про помилку. У 2005 році Шакель так описав посилання на захист середньовічного замку.
Замок мот-і-бейлі — це середньовічна оборонна система, в якій кам’яна вежа на пагорбі («мот») оточена ділянкою землі («бейлі»), яку своєю чергою захищає рів або інший бар’єр. «Мот» — не придатне для постійного проживання. Його єдина функція — захищати «бейлі», що є основною цінністю. У риториці «бейлі» символізує філософську доктрину чи позицію, яка є бажаною для її прихильника, але слабко захищеною. «Мот» — це обороноздатна, але небажана позиція, до якої доводиться відступати під тиском.
Початковим поштовхом Шекеля була критика того, що він вважав двозначними процесами аргументації в роботах таких академіків, як Мішель Фуко, Девід Блур, Жан-Франсуа Ліотар, Річард Рорті та Бергер і Лакманн, а також у постмодерністських дискурсах загалом.

## Приклади
Прикладом, наведеним Шакелем, є твердження «мораль є соціально сконструйованою». У цьому випадку «мот» означає, що наші уявлення про добро і зло є соціально сформованими, тоді як «бейлі» — що добра і зла не існує взагалі.
За словами Шекела, концепція знання в межах «сильного» підходу Девіда Блура до соціології наукового знання використовує оману «мот і бейлі». Блур стверджує, що знання — це те, що люди вважають знанням, не розрізняючи переконання, які є широко прийнятими, але хибними, і ті, що відповідають реальності. У цьому випадку «мот» — це ідея, що ми називаємо знанням те, що загалом вважається таким, а «бейлі» — що наукове знання нічим не відрізняється від будь-яких інших поширених переконань, що натякає на те, що істина й реальність не відіграють ролі в науковому пізнанні.

## Споріднені поняття
Помилка була описана як випадок двозначності, точніше заміни понять, яка є заміною одного поняття іншим без усвідомлення аудиторією.
У оригінальній статті Шакеля він стверджував, що Мішель Фуко використав «довільне перевизначення» елементарних, але за своєю суттю двозначних термінів, таких як «правда» та «сила», створюючи ілюзію глибокого, але витонченого аналізу звичних понять.
Шекел назвав цю стратегічну риторичну підміну загальновідомого значення терміна на штучне технічне значення «гамптідумптінгом» (від Humpty Dumptying), посилаючись на розмову в «Аліса в Задзеркаллі», де цей персонаж каже: «Коли я вживаю слово, це означає саме те, що я вибираю — ні більше, ні менше».

## Критичний аналіз
Відповідаючи на концепцію «мот і бейлі», професор риторики Ренді Аллен Гарріс критикував її використання як спосіб порушення принципу милосердя — коли аргументи опонента перекручуються і спрощуються до рівня, що дозволяє легше їх атакувати. Гарріс назвав це «наступальним наслідком» оборонної тактики «моту», коли той, хто звинувачує іншого у відступі до «моту». Іншими словами, особа, яка нападає на когось іншого за те, що він відступив до мотта, може бути «так само винною» у тому, що відступила до «облогового механізму», замість справжнього діалогу на відкритій території «бейлі». Харріс благав про риторичний аналіз, який би досліджував розбіжності більш ретельно та з повагою.